# Paris-Roubaix de 1984
A 82.ª edição da Paris-Roubaix teve lugar a 8 de abril de 1984 e foi vencida pelo irlandês Sean Kelly. A prova contou com 265 quilómetros.

## Classificação Final
|    | Ciclista               | Equip          | Temps      |
| -- | ---------------------- | -------------- | ---------- |
| 1  | Sean Kelly             | Skil           | 7h 31' 35" |
| 2  | Rudy Rogiers           | Splendor       | m. t.      |
| 3  | Alain Bondue           | La Redoute     | + 36"      |
| 4  | Johan van der Velde    | Metauro Mobili | + 4' 33"   |
| 5  | Gregor Braun           | La Redoute     | m. t.      |
| 6  | Jean-Luc Vandenbroucke | La Redoute     | + 6' 16"   |
| 7  | Jacques Hanegraaf      | Kwantum        | m. t.      |
| 8  | Patrick Versluys       | Splendor       | m. t.      |
| 9  | Hennie Kuiper          | Kwantum        | m. t.      |
| 10 | Rudy Matthijs          | Splendor       | + 8' 28"   |